# George VI van het Verenigd Koninkrijk
Albert Frederick Arthur George (Bertie) (Sandringham Estate, 14 december 1895 – aldaar, 6 februari 1952) was als George VI van 11 december 1936 tot aan zijn dood in 1952 koning van het Verenigd Koninkrijk en van de Britse overzeese gebieden. Hij was van 1936 tot 1947 de laatste keizer van Brits-Indië en tot 1949 de laatste koning van Ierland.
Als tweede zoon van koning George V was hij aanvankelijk niet voorbestemd om zijn vader op te volgen als koning en stond hij, vooral in zijn jeugd, in de schaduw van zijn oudere broer Edward (die in de familie en bij zijn vrienden beter bekend was als David). Albert diende tijdens de Eerste Wereldoorlog bij de Royal Navy en na die oorlog nam hij zijn publieke functies waar. Hij trouwde met Elizabeth Bowes-Lyon in 1923. Uit dit huwelijk werden twee dochters geboren: Elizabeth, die na zijn dood koningin werd, en Margaret.
Na de dood van hun vader in 1936 besteeg Alberts broer de troon als Edward VIII. Minder dan een jaar later deed Edward VIII afstand van de troon, omdat hij wilde trouwen met de twee keer gescheiden Amerikaanse Wallis Simpson. De toenmalige Britse minister-president, Stanley Baldwin, informeerde Edward dat hij niet kon trouwen met mevrouw Simpson én koning blijven; hij moest op dat moment kiezen. Edward VIII koos voor de liefde en deed afstand van de troon, een unicum in de Britse geschiedenis. Hoewel hij er geweldig tegenop zag, want hij was verlegen en stotterde, moest Albert nu koning worden. Hij besteeg de troon als George VI, de derde monarch uit het huis Windsor. Zijn vrouw, koningin-gemalin Elizabeth, heeft het Edward en Wallis altijd kwalijk genomen dat zij dit haar man hebben aangedaan.
Vierentwintig uur na zijn troonsbestijging nam het Ierse parlement (de Oireachtas), de External Relations Act aan. Hierdoor had de Engelse monarch geen macht meer in Ierland. Drie jaar later was het Britse Rijk in oorlog met Duitsland, daarna met Italië en ook nog met het Keizerrijk Japan. De Tweede Wereldoorlog had grote gevolgen voor het Verenigd Koninkrijk. De positie van 's werelds grootste mogendheid werd overgenomen door twee rivaliserende supermachten: de Verenigde Staten en de Sovjet-Unie. Bovendien begon het rijk na de oorlog uiteen te vallen; de onafhankelijkheid van India en Pakistan in 1947 en de stichting van de Ierse Republiek in 1949 heeft George VI nog meegemaakt.

## Geboorte en familie
De toekomstige George VI kreeg als eerste naam Albert en werd in de familiekring "Bertie" genoemd. Hij werd tijdens de regering van zijn overgrootmoeder koningin Victoria geboren in het York Cottage, een huis op het landgoed Sandringham in Norfolk, waar zijn ouders woonden. Zijn vader prins George, hertog van York (Duke of York) en later koning George V, was de tweede zoon van de toenmalige prins Edward en prinses Alexandra van Wales. Zijn moeder, de hertogin van York (Duchess of York), was de latere koningin Mary. Zij was de oudste dochter van hertog Frans van Teck en prinses Mary Adelaide van Cambridge.

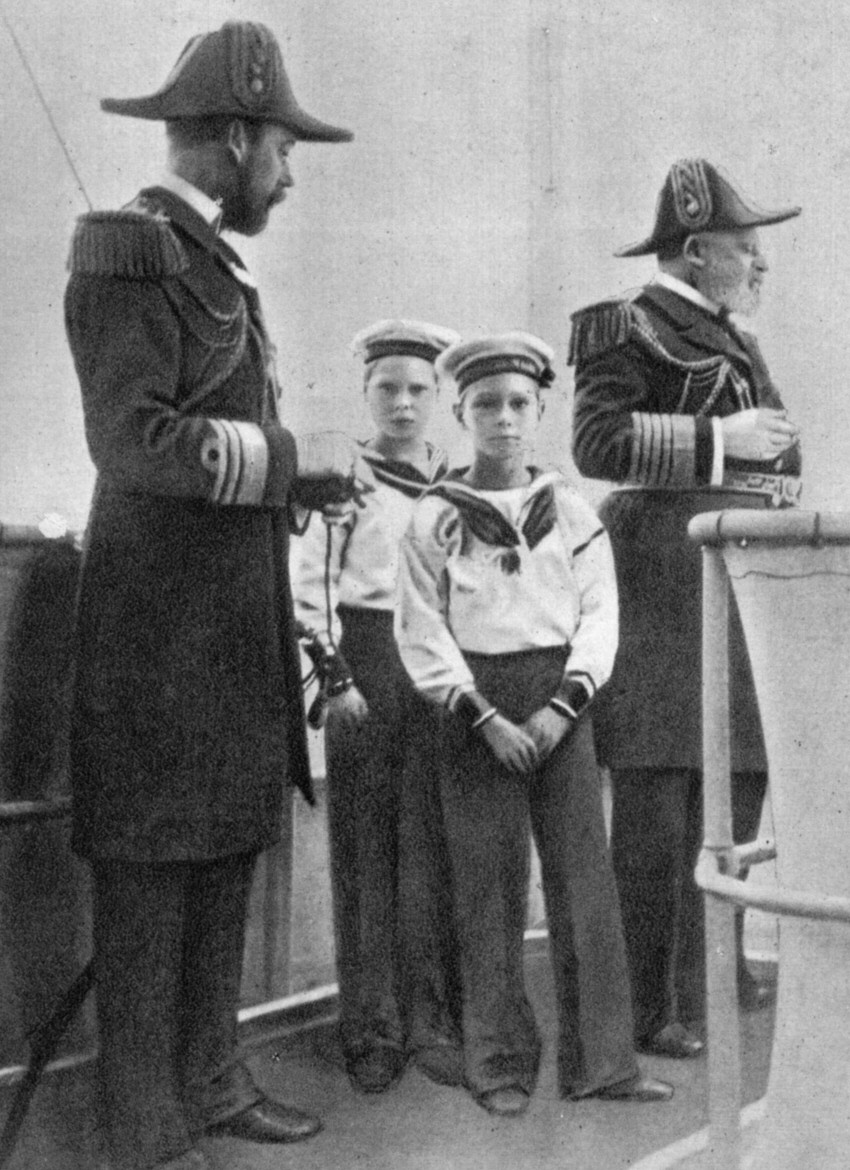
Koning Edward VII met zijn zoon en kleinzoons, prins George van Wales - de latere koning George V - en diens zonen Edward en Albert

Op de dag dat Albert werd geboren (14 december), was in 1861 zijn overgrootvader prins Albert overleden. Onzeker over hoe diens weduwe koningin Victoria zou reageren op de geboorte van Albert, schreef de prins van Wales aan zijn zoon, prins George, dat de koningin van streek was. Twee dagen later schreef hij weer: "I really think it would gratify her if you yourself proposed the name Albert to her". Dit bedaarde de koningin en in een brief aan de hertogin van York schreef zij: "I am all impatience to see the new one, born on such a sad day but rather more dear to me, especially as he will be called by that dear name which is a byword for all that is great and good".
Hij werd op 17 februari 1896 als Albert Frederick Arthur George gedoopt in de St. Mary Magdalene's Kerk in Sandringham. Zijn grootmoeder aan moederskant, de hertogin van Teck, vond de eerste naam van de pasgeboren baby maar niets en ze schreef aan haar dochter dat ze hoopte dat George zijn roepnaam werd. Als tweede zoon was Albert de vierde in de lijn van troonopvolging. Derde was zijn oudere broer Edward, die iets meer dan een jaar eerder was geboren op 23 juni 1894.

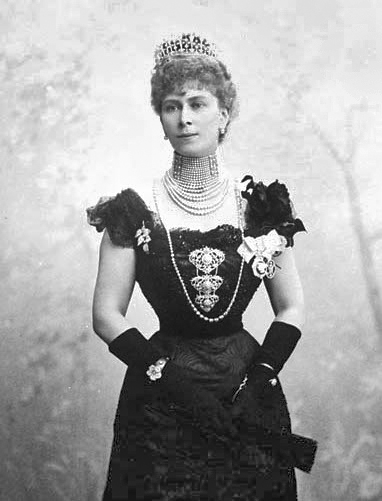
Mary van Teck, de moeder van George

## Jeugdjaren
Albert droeg vanaf zijn geboorte het predicaat en de titel Zijne Hoogheid Prins Albert van York. Bij koninklijk besluit van 28 mei 1898 verleende koningin Victoria aan de kinderen van de oudste zoon van de Prins van Wales de aanspreektitel koninklijke hoogheid. Op de leeftijd van twee jaar werd Albert daardoor Zijne Koninklijke Hoogheid Prins Albert van York.
Prins Albert had een slechte gezondheid en was vaak ziek. Zijn ouders, de hertog en hertogin van York, waren vaak niet thuis. Als toekomstig koning en koningin waren ze vaak op reis. Albert stotterde hevig toen hij nog een klein kind was en had ook vaak last van maagproblemen. Ook leed de prins aan Genua valga, beter bekend als X-benen, en om dit te genezen moest hij metaalstroken langs zijn benen dragen, wat veel pijn veroorzaakte. Albert werd gedwongen om rechts te schrijven terwijl hij linkshandig was.
Koningin Victoria stierf op 22 januari 1901 en de prins van Wales, Alberts grootvader, volgde haar op als koning Edward VII. De hertog van York werd de nieuwe prins van Wales. Alberts oudere broer werd de tweede in lijn van de troonopvolging en Albert zelf de derde.

## Militaire loopbaan
Vanaf 1909 ging Albert naar de Royal Navy school in Osborne als matroos. Hij begon onderaan, maar door goed werk en een goede reputatie werd hij in 1911 overgeplaatst naar het Royal Naval College in Dartmouth in Devon. Toen koning Edward VII stierf op 6 mei 1910, werd Alberts vader de nieuwe koning als George V. Edward werd de nieuwe prins van Wales op 2 juni 1910 en Albert werd tweede in de lijn van de troonopvolging.
Albert werd aangesteld als adelborst (Engels: midshipman) op 15 september 1913. Een jaar later begon de Eerste Wereldoorlog. Hij diende op het schip HMS Collingwood in de Zeeslag bij Jutland (31 mei – 1 juni 1916), die uitmondde in een tactische overwinning voor Duitsland, maar een strategische overwinning voor het Verenigd Koninkrijk. Albert moest de oorlog vroegtijdig verlaten, omdat hij een maagzweer had. In februari 1918 werd prins Albert aangewezen als Officer in Charge of Boys bij de Royal Naval Air Service (RNAS).
Na de oorlog, vanaf oktober 1919, ging prins Albert een jaar geschiedenis, economie en de leer van burgerrechten en -plichten studeren aan Trinity College in Cambridge. Op 3 juni 1920 werd prins Albert hertog van York, graaf van Inverness en baron van Killarney. Vanaf dat moment vervulde hij koninklijke plichten als vertegenwoordiger van zijn vader, de koning.

## Huwelijk
In een periode waarin er van de “royals” werd verwacht om te trouwen met kandidaten van koninklijken bloede, was het nogal ongewoon dat Albert veel vrijheid had in het kiezen van zijn vrouw. In 1920 ontmoette hij Lady Elizabeth Bowes-Lyon, de jongste dochter van Claude Bowes-Lyon, 14e graaf van Strathmore en Kinghorne en Cecilia Cavendish-Bentinck. Albert was vastbesloten om met haar te trouwen.
Elizabeth was, hoewel zij afstammeling was van koning Robert I van Schotland en van koning Hendrik VII van Engeland, een gewone burger voor de Britse wet. Elizabeth wees Albert twee keer af en aarzelde bijna twee jaar, omdat ze, naar men zegt, bang was fouten te maken binnen de koninklijke familie. Uiteindelijk accepteerde Elizabeth het aanzoek.
Albert en Elizabeth trouwden op 26 april 1923 in de Westminster Abbey. Lady Elizabeth werd door haar huwelijk Hare Koninklijke Hoogheid de Hertogin van York. Alberts keus voor een gewone burger werd als "modern" ontvangen bij het Britse volk.
De hertog en hertogin van York kregen twee kinderen, Elizabeth (die vaak “Lilibet” werd genoemd door de familie) werd geboren op 21 april 1926, zij volgde haar vader op als Elizabeth II, en Margaret, geboren op 21 augustus 1930. De hertog en hertogin en hun twee kinderen leidden een goed en rustig leven in hun Londense residentie, Piccadilly 145. Een van de weinige ministers die langskwamen was de Canadese minister-president, R.B. Bennett, die de hertog wilde aanwijzen als gouverneur-generaal van Canada in 1931, een verzoek dat de koning weigerde, op aanraden van zijn ministers.

## Opvolgingscrisis
Op 20 januari 1936 stierf koning George V en prins Edward besteeg de troon als koning Edward VIII. Koning Edward had geen kinderen en daardoor was Albert de eerste in lijn voor de troonopvolging tot zijn broer kinderen zou krijgen of zou sterven. George V had bedenkingen over zijn oudste zoon Edward. Hij zou eens gezegd hebben:
“I pray God that my eldest son will never marry and that nothing will come between Bertie and Lilibet and the throne”. 
Vrij vertaald: “Ik bid tot God dat mijn oudste zoon nooit zal trouwen en dat niets in de weg zal staan tussen Bertie (Albert) en Lilibet (Elizabeth) en de troon”.
Minder dan een jaar later, op 11 december 1936, abdiceerde koning Edward VIII om te trouwen met Wallis Warfield Simpson. Edward werd door de toenmalige minister-president gezegd dat hij niet én koning kon blijven én trouwen met een gescheiden vrouw van wie de twee ex-mannen nog steeds in leven waren. Edward koos voor zijn liefde en abdiceerde. Dus werd prins Albert, de hertog van York, nu koning, een positie die hij aarzelend accepteerde. De dag voor de bestijging van de troon ging hij naar Londen om zijn moeder, koningin Mary, te bezoeken. Hij schreef in zijn dagboek:
“When I told her what had happened, I broke down and sobbed like a child”. 
Vrij vertaald: “Toen ik haar vertelde wat er gebeurd was, verloor ik mijn zelfbeheersing en huilde als een kind”.

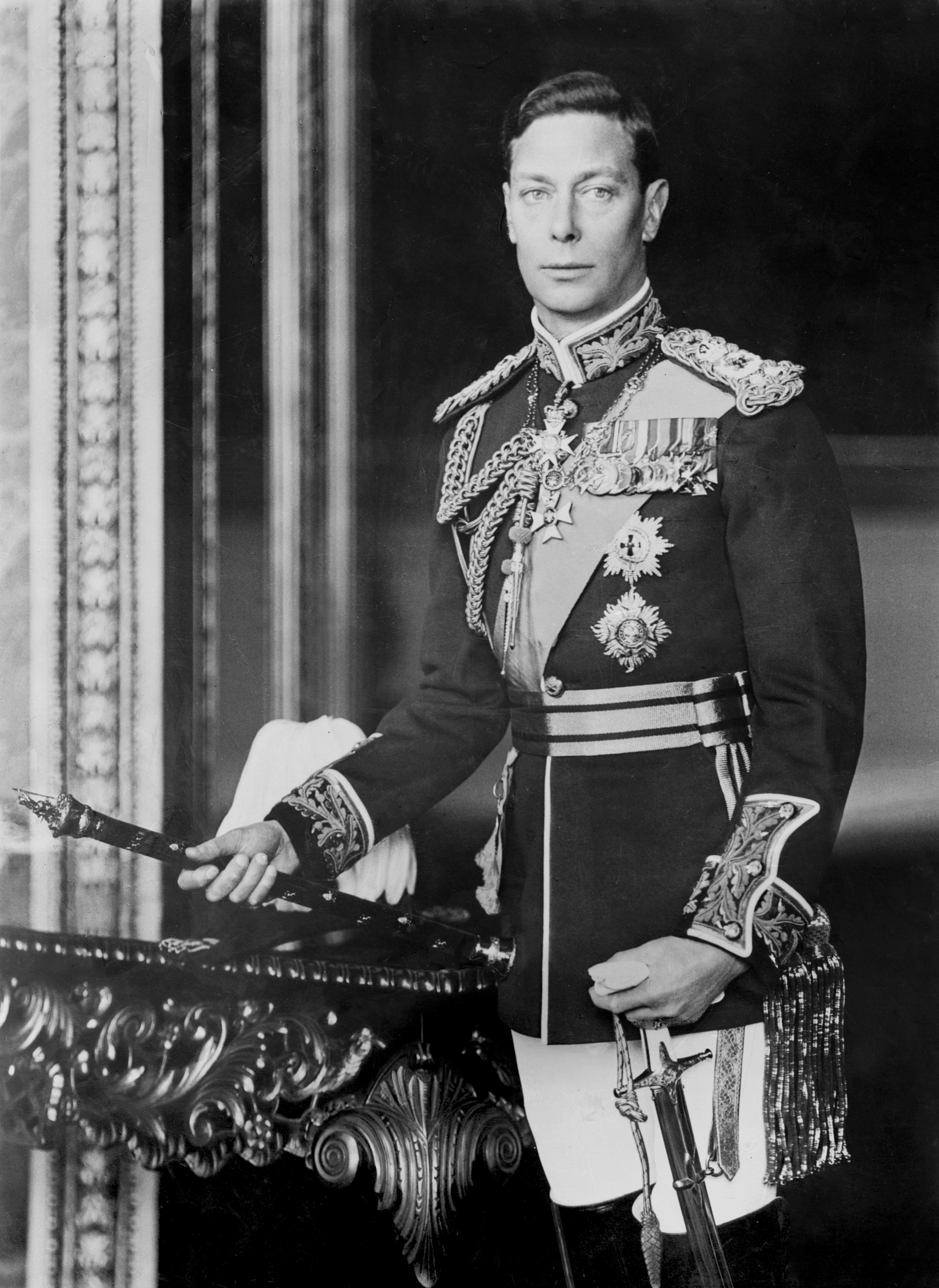
Koning George VI

Er is nog gespeculeerd over een troonopvolging door een van zijn twee jongere broers Henry en George, van wie George zelfs een zoon had. Uiteindelijk bleef de keuze bij Albert. Hij koos voor de naam George, omdat koningin Victoria ooit de wens had geuit dat er nooit een koning Albert (de naam van haar betreurde echtgenoot) zou komen, en ook als eerbetoon aan zijn vader. De kroning van George VI vond plaats op 12 mei 1937 in de Westminster Abbey. Er werd geen Durbar (ceremoniële bijeenkomst) in Delhi gehouden voor George VI. Wel werden er twee buitenlandse staatsbezoeken gebracht aan Frankrijk en aan Noord-Amerika.

## Regeringsperiode
In 1939 ondernamen de koning en koningin een uitgebreide reis door Canada. Terwijl ze daar waren brachten ze ook een vluchtig bezoek aan de Verenigde Staten. Vanaf Ottawa werd het koninklijk koppel vergezeld door de minister-president van Canada en niet door een Britse minister; dit kwam doordat ze in Canada de titel Koning en Koningin van Canada droegen. George was de eerste regerende monarch van Canada die Noord-Amerika bezocht. Hij was al eerder in Canada geweest, maar toen als prins Albert, hertog van York. De toenmalige Canadese minister-president was William Lyon Mackenzie King, die de koning en koningin ontving in zijn residentie in Rideau Hall.

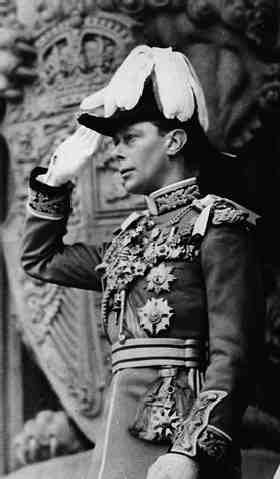
George VI in Canada als Koning van Canada

De gehele reis was bedoeld om Canada niet in een isolement (isolationisme) te laten vallen. Ook al was het grootste gedeelte van de rondreis politiek gezien heel belangrijk, vooral omdat er in Europa oorlog op handen was, toch werden de koning en koningin goed ontvangen door het Canadese volk. De vrees dat George minder geliefd zou zijn dan zijn voorganger, Edward VIII, werd niet bewaarheid. Ze werden ook warm ontvangen door het Amerikaanse volk; ze bezochten in 1939 de New York World's Fair, ook wel de wereldtentoonstelling van 1939 genoemd. Ze verbleven bij president Franklin D. Roosevelt in het Witte Huis en in zijn privéhuis in Hyde Park in New York.
Toen de Tweede Wereldoorlog uitbrak in 1939, besloten koning George VI en zijn vrouw om in Londen te blijven en niet naar Canada te vluchten, zoals werd aanbevolen. De koning en koningin bleven in Buckingham Palace tijdens de oorlog, maar 's nachts verbleven ze in Windsor Castle om de Blitz op Londen te ontwijken. George VI en koningin Elizabeth ontkwamen ternauwernood aan de dood, toen twee Duitse bommen in de tuin van Buckingham Palace terechtkwamen.
In 1940 werd Neville Chamberlain vervangen door minister-president Winston Churchill. Tijdens de oorlog legden de koning en koningin vele bezoeken af aan slachtoffers en aan munitiefabrieken. Verder spande de koninklijke familie zich in om het volk te verenigen.
De premier hield de koning op de hoogte van alle belangrijke politieke en militaire beslissingen. De koning was zelf slecht tegen de oorlogstaak opgewassen. Hij was zenuwpatiënt en werd discreet maar goed in de gaten gehouden door zijn medewerkers.

## Laatste jaren en overlijden
De stress tijdens de oorlog had zijn tol geëist van de gezondheid van de koning. In januari 1952 zwaaide George zijn oudste dochter uit op het vliegveld. Zij ging op reis naar Australië en Nieuw-Zeeland. Onderweg bezocht het paar allereerst Kenia.
Tegen de kinderjuf uit haar jeugd die Elizabeth vergezelde had de koning gezegd “Take care of Lilibet for me” (“Zorg goed voor Lilibet voor me”). De kinderjuf beloofde dat ze dat zou doen. Het was de laatste keer dat de koning zijn dochter zag. De koning, een kettingroker, leed aan longkanker. Uiteindelijk stierf hij op 6 februari 1952 in zijn slaap aan een hartaanval in Sandringham House in Norfolk, op de leeftijd van 56 jaar. Nadat hij was opgebaard in de Westminster Hall, werd hij bijgezet op 15 februari in de St George's Chapel in Windsor Castle. 
Op 9 februari 2002 stierf de jongste dochter van George VI, Margaret. Op 30 maart van datzelfde jaar stierf zijn weduwe Elizabeth, vijftig jaar na zijn dood. Op 8 september 2022 overleed zijn oudste dochter, koningin Elizabeth II. Zij werden naast hun vader en man bijgezet in de George VI Memorial Chapel.

## Titels

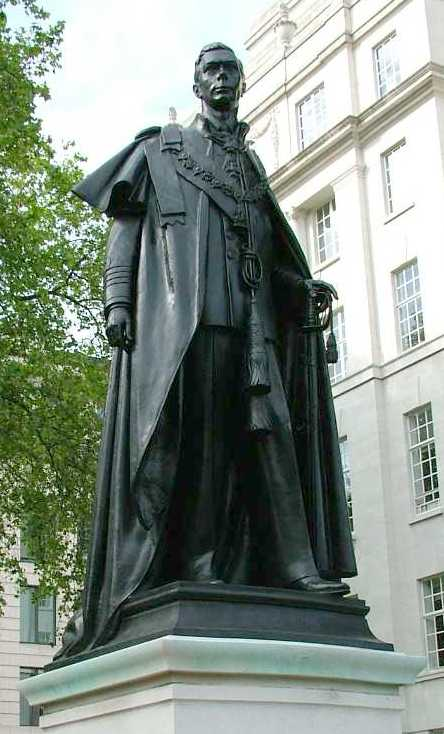
Standbeeld van koning George VI, Carlton House Terrace, Londen. De koning is afgebeeld in de mantel van de Orde van de Kouseband. De koning was erg gehecht aan deze middeleeuwse ridderorde.

Zijn titels als lid van het huis Windsor.
- Zijne Hoogheid Prins Albert van York (1895-1898)
- Zijne Koninklijke Hoogheid Prins Albert van York (1898-1901)
- Zijne Koninklijke Hoogheid Prins Albert van Cornwall en York (1901)
- Zijne Koninklijke Hoogheid Prins Albert van Wales (1901 - 1910)
- Zijne Koninklijke Hoogheid de Prins Albert (1910 - 1920)
- Zijne Koninklijke Hoogheid de Hertog van York (1920 - 1936)

Zijn titels als meervoudig staatshoofd.
- Zijne Keizerlijke Majesteit, de Keizer van Indië, deze titel werd niet werkelijk gebruikt.
- Zijne Majesteit, de Koning van Canada (1936-1952)
- Zijne Majesteit, de Koning van Australië (1936-1952)
- Zijne Majesteit, de Koning van Nieuw-Zeeland (1946-1952)
- Zijne Majesteit, de Koning van Zuid-Afrika (1936-1952)
- Zijne Majesteit, de Koning van Ceylon (1948-1952)
- Zijne Majesteit, de Koning van Ierland (1936-1949)
- Zijne Majesteit, de Koning van Pakistan (1947-1952)
- Zijne Majesteit, de Koning van het Verenigd Koninkrijk (1936-1952)

## Film en serie
In juni 2002 werd op de Engelse televisiezender ITV1 de televisiefilm Bertie and Elizabeth uitgezonden, over de relatie tussen de koning en zijn echtgenote Elizabeth. Zij was twee maanden voordien overleden op 101-jarige leeftijd.
Over zijn problemen met stotteren, de band met zijn logopedist Lionel Logue en de periode dat hij koning werd is de film The King's Speech gemaakt. De rol van koning werd hierin vertolkt door Colin Firth.
In 2016 kwam Netflix met de serie The Crown, fictie over het Engelse koningshuis. Daarin kwam het personage van George ook voor. In 2017 kwam The Darkest Hour uit. In deze film, over de eerste weken van het premierschap van Winston Churchill, speelt George een grote rol.

## Kwartierstaat (voorouders)
| Albert van Saksen-Coburg en Gotha (1819-1861) | Albert van Saksen-Coburg en Gotha (1819-1861) | Albert van Saksen-Coburg en Gotha (1819-1861) | Albert van Saksen-Coburg en Gotha (1819-1861) | Albert van Saksen-Coburg en Gotha (1819-1861)       | Albert van Saksen-Coburg en Gotha (1819-1861)       | Victoria van het Verenigd Koninkrijk (1819-1901)    | Victoria van het Verenigd Koninkrijk (1819-1901)    | Victoria van het Verenigd Koninkrijk (1819-1901)    | Victoria van het Verenigd Koninkrijk (1819-1901)    | Victoria van het Verenigd Koninkrijk (1819-1901) | Victoria van het Verenigd Koninkrijk (1819-1901) |                                                   |                                                   | Christiaan IX van Denemarken (1818-1906)          | Christiaan IX van Denemarken (1818-1906)          | Christiaan IX van Denemarken (1818-1906)          | Christiaan IX van Denemarken (1818-1906)          | Christiaan IX van Denemarken (1818-1906) | Christiaan IX van Denemarken (1818-1906) | Louise van Hessen-Kassel (1817-1898) | Louise van Hessen-Kassel (1817-1898) | Louise van Hessen-Kassel (1817-1898) | Louise van Hessen-Kassel (1817-1898) | Louise van Hessen-Kassel (1817-1898) | Louise van Hessen-Kassel (1817-1898) |  |  | Alexander van Württemberg (1804-1885) | Alexander van Württemberg (1804-1885) | Alexander van Württemberg (1804-1885) | Alexander van Württemberg (1804-1885) | Alexander van Württemberg (1804-1885) | Alexander van Württemberg (1804-1885) | Claudine Rhédey van Kis-Rhéde (1812-1841) | Claudine Rhédey van Kis-Rhéde (1812-1841) | Claudine Rhédey van Kis-Rhéde (1812-1841) | Claudine Rhédey van Kis-Rhéde (1812-1841) | Claudine Rhédey van Kis-Rhéde (1812-1841) | Claudine Rhédey van Kis-Rhéde (1812-1841) |                             |                             | Adolf van Cambridge (1774-1750) | Adolf van Cambridge (1774-1750) | Adolf van Cambridge (1774-1750)          | Adolf van Cambridge (1774-1750)          | Adolf van Cambridge (1774-1750)          | Adolf van Cambridge (1774-1750)          | Augusta van Hessen-Kassel (1797-1889)    | Augusta van Hessen-Kassel (1797-1889)    | Augusta van Hessen-Kassel (1797-1889) | Augusta van Hessen-Kassel (1797-1889) | Augusta van Hessen-Kassel (1797-1889) | Augusta van Hessen-Kassel (1797-1889) |  |  |  |  |  |  |  |  |  |  |  |  |  |  |  |  |  |  |  |  |  |  |  |  |  |  |  |  |  |  |  |  |  |  |  |  |  |  |  |  |  |  |  |  |  |  |  |  |
| Albert van Saksen-Coburg en Gotha (1819-1861) | Albert van Saksen-Coburg en Gotha (1819-1861) | Albert van Saksen-Coburg en Gotha (1819-1861) | Albert van Saksen-Coburg en Gotha (1819-1861) | Albert van Saksen-Coburg en Gotha (1819-1861)       | Albert van Saksen-Coburg en Gotha (1819-1861)       | Victoria van het Verenigd Koninkrijk (1819-1901)    | Victoria van het Verenigd Koninkrijk (1819-1901)    | Victoria van het Verenigd Koninkrijk (1819-1901)    | Victoria van het Verenigd Koninkrijk (1819-1901)    | Victoria van het Verenigd Koninkrijk (1819-1901) | Victoria van het Verenigd Koninkrijk (1819-1901) |                                                   |                                                   | Christiaan IX van Denemarken (1818-1906)          | Christiaan IX van Denemarken (1818-1906)          | Christiaan IX van Denemarken (1818-1906)          | Christiaan IX van Denemarken (1818-1906)          | Christiaan IX van Denemarken (1818-1906) | Christiaan IX van Denemarken (1818-1906) | Louise van Hessen-Kassel (1817-1898) | Louise van Hessen-Kassel (1817-1898) | Louise van Hessen-Kassel (1817-1898) | Louise van Hessen-Kassel (1817-1898) | Louise van Hessen-Kassel (1817-1898) | Louise van Hessen-Kassel (1817-1898) |  |  | Alexander van Württemberg (1804-1885) | Alexander van Württemberg (1804-1885) | Alexander van Württemberg (1804-1885) | Alexander van Württemberg (1804-1885) | Alexander van Württemberg (1804-1885) | Alexander van Württemberg (1804-1885) | Claudine Rhédey van Kis-Rhéde (1812-1841) | Claudine Rhédey van Kis-Rhéde (1812-1841) | Claudine Rhédey van Kis-Rhéde (1812-1841) | Claudine Rhédey van Kis-Rhéde (1812-1841) | Claudine Rhédey van Kis-Rhéde (1812-1841) | Claudine Rhédey van Kis-Rhéde (1812-1841) |                             |                             | Adolf van Cambridge (1774-1750) | Adolf van Cambridge (1774-1750) | Adolf van Cambridge (1774-1750)          | Adolf van Cambridge (1774-1750)          | Adolf van Cambridge (1774-1750)          | Adolf van Cambridge (1774-1750)          | Augusta van Hessen-Kassel (1797-1889)    | Augusta van Hessen-Kassel (1797-1889)    | Augusta van Hessen-Kassel (1797-1889) | Augusta van Hessen-Kassel (1797-1889) | Augusta van Hessen-Kassel (1797-1889) | Augusta van Hessen-Kassel (1797-1889) |  |  |  |  |  |  |  |  |  |  |  |  |  |  |  |  |  |  |  |  |  |  |  |  |  |  |  |  |  |  |  |  |  |  |  |  |  |  |  |  |  |  |  |  |  |  |  |  |
|                                               |                                               |                                               |                                               |                                                     |                                                     |                                                     |                                                     |                                                     |                                                     |                                                  |                                                  |                                                   |                                                   |                                                   |                                                   |                                                   |                                                   |                                          |                                          |                                      |                                      |                                      |                                      |                                      |                                      |  |  |                                       |                                       |                                       |                                       |                                       |                                       |                                           |                                           |                                           |                                           |                                           |                                           |                             |                             |                                 |                                 |                                          |                                          |                                          |                                          |                                          |                                          |                                       |                                       |                                       |                                       |  |  |  |  |  |  |  |  |  |  |  |  |  |  |  |  |  |  |  |  |  |  |  |  |  |  |  |  |  |  |  |  |  |  |  |  |  |  |  |  |  |  |  |  |  |  |  |  |
|                                               |                                               |                                               |                                               | Edward VII van het Verenigd Koninkrijk (1841-1910)  | Edward VII van het Verenigd Koninkrijk (1841-1910)  | Edward VII van het Verenigd Koninkrijk (1841-1910)  | Edward VII van het Verenigd Koninkrijk (1841-1910)  | Edward VII van het Verenigd Koninkrijk (1841-1910)  | Edward VII van het Verenigd Koninkrijk (1841-1910)  |                                                  |                                                  |                                                   |                                                   |                                                   |                                                   | Alexandra van Denemarken (1844-1925)              | Alexandra van Denemarken (1844-1925)              | Alexandra van Denemarken (1844-1925)     | Alexandra van Denemarken (1844-1925)     | Alexandra van Denemarken (1844-1925) | Alexandra van Denemarken (1844-1925) |                                      |                                      |                                      |                                      |  |  |                                       |                                       |                                       |                                       | Frans van Teck (1837-1900)            | Frans van Teck (1837-1900)            | Frans van Teck (1837-1900)                | Frans van Teck (1837-1900)                | Frans van Teck (1837-1900)                | Frans van Teck (1837-1900)                |                                           |                                           |                             |                             |                                 |                                 | Maria Adelheid van Cambridge (1833-1897) | Maria Adelheid van Cambridge (1833-1897) | Maria Adelheid van Cambridge (1833-1897) | Maria Adelheid van Cambridge (1833-1897) | Maria Adelheid van Cambridge (1833-1897) | Maria Adelheid van Cambridge (1833-1897) |                                       |                                       |                                       |                                       |  |  |  |  |  |  |  |  |  |  |  |  |  |  |  |  |  |  |  |  |  |  |  |  |  |  |  |  |  |  |  |  |  |  |  |  |  |  |  |  |  |  |  |  |  |  |  |  |
|                                               |                                               |                                               |                                               | Edward VII van het Verenigd Koninkrijk (1841-1910)  | Edward VII van het Verenigd Koninkrijk (1841-1910)  | Edward VII van het Verenigd Koninkrijk (1841-1910)  | Edward VII van het Verenigd Koninkrijk (1841-1910)  | Edward VII van het Verenigd Koninkrijk (1841-1910)  | Edward VII van het Verenigd Koninkrijk (1841-1910)  |                                                  |                                                  |                                                   |                                                   |                                                   |                                                   | Alexandra van Denemarken (1844-1925)              | Alexandra van Denemarken (1844-1925)              | Alexandra van Denemarken (1844-1925)     | Alexandra van Denemarken (1844-1925)     | Alexandra van Denemarken (1844-1925) | Alexandra van Denemarken (1844-1925) |                                      |                                      |                                      |                                      |  |  |                                       |                                       |                                       |                                       | Frans van Teck (1837-1900)            | Frans van Teck (1837-1900)            | Frans van Teck (1837-1900)                | Frans van Teck (1837-1900)                | Frans van Teck (1837-1900)                | Frans van Teck (1837-1900)                |                                           |                                           |                             |                             |                                 |                                 | Maria Adelheid van Cambridge (1833-1897) | Maria Adelheid van Cambridge (1833-1897) | Maria Adelheid van Cambridge (1833-1897) | Maria Adelheid van Cambridge (1833-1897) | Maria Adelheid van Cambridge (1833-1897) | Maria Adelheid van Cambridge (1833-1897) |                                       |                                       |                                       |                                       |  |  |  |  |  |  |  |  |  |  |  |  |  |  |  |  |  |  |  |  |  |  |  |  |  |  |  |  |  |  |  |  |  |  |  |  |  |  |  |  |  |  |  |  |  |  |  |  |
|                                               |                                               |                                               |                                               |                                                     |                                                     |                                                     |                                                     |                                                     |                                                     | George V van het Verenigd Koninkrijk (1865-1936) | George V van het Verenigd Koninkrijk (1865-1936) | George V van het Verenigd Koninkrijk (1865-1936)  | George V van het Verenigd Koninkrijk (1865-1936)  | George V van het Verenigd Koninkrijk (1865-1936)  | George V van het Verenigd Koninkrijk (1865-1936)  |                                                   |                                                   |                                          |                                          |                                      |                                      |                                      |                                      |                                      |                                      |  |  |                                       |                                       |                                       |                                       |                                       |                                       |                                           |                                           |                                           |                                           | Mary van Teck (1867-1953)                 | Mary van Teck (1867-1953)                 | Mary van Teck (1867-1953)   | Mary van Teck (1867-1953)   | Mary van Teck (1867-1953)       | Mary van Teck (1867-1953)       |                                          |                                          |                                          |                                          |                                          |                                          |                                       |                                       |                                       |                                       |  |  |  |  |  |  |  |  |  |  |  |  |  |  |  |  |  |  |  |  |  |  |  |  |  |  |  |  |  |  |  |  |  |  |  |  |  |  |  |  |  |  |  |  |  |  |  |  |
|                                               |                                               |                                               |                                               |                                                     |                                                     |                                                     |                                                     |                                                     |                                                     | George V van het Verenigd Koninkrijk (1865-1936) | George V van het Verenigd Koninkrijk (1865-1936) | George V van het Verenigd Koninkrijk (1865-1936)  | George V van het Verenigd Koninkrijk (1865-1936)  | George V van het Verenigd Koninkrijk (1865-1936)  | George V van het Verenigd Koninkrijk (1865-1936)  |                                                   |                                                   |                                          |                                          |                                      |                                      |                                      |                                      |                                      |                                      |  |  |                                       |                                       |                                       |                                       |                                       |                                       |                                           |                                           |                                           |                                           | Mary van Teck (1867-1953)                 | Mary van Teck (1867-1953)                 | Mary van Teck (1867-1953)   | Mary van Teck (1867-1953)   | Mary van Teck (1867-1953)       | Mary van Teck (1867-1953)       |                                          |                                          |                                          |                                          |                                          |                                          |                                       |                                       |                                       |                                       |  |  |  |  |  |  |  |  |  |  |  |  |  |  |  |  |  |  |  |  |  |  |  |  |  |  |  |  |  |  |  |  |  |  |  |  |  |  |  |  |  |  |  |  |  |  |  |  |
|                                               |                                               |                                               |                                               |                                                     |                                                     |                                                     |                                                     |                                                     |                                                     |                                                  |                                                  |                                                   |                                                   |                                                   |                                                   |                                                   |                                                   |                                          |                                          |                                      |                                      |                                      |                                      |                                      |                                      |  |  |                                       |                                       |                                       |                                       |                                       |                                       |                                           |                                           |                                           |                                           |                                           |                                           |                             |                             |                                 |                                 |                                          |                                          |                                          |                                          |                                          |                                          |                                       |                                       |                                       |                                       |  |  |  |  |  |  |  |  |  |  |  |  |  |  |  |  |  |  |  |  |  |  |  |  |  |  |  |  |  |  |  |  |  |  |  |  |  |  |  |  |  |  |  |  |  |  |  |  |
|                                               |                                               |                                               |                                               |                                                     |                                                     |                                                     |                                                     |                                                     |                                                     |                                                  |                                                  |                                                   |                                                   |                                                   |                                                   |                                                   |                                                   |                                          |                                          |                                      |                                      |                                      |                                      |                                      |                                      |  |  |                                       |                                       |                                       |                                       |                                       |                                       |                                           |                                           |                                           |                                           |                                           |                                           |                             |                             |                                 |                                 |                                          |                                          |                                          |                                          |                                          |                                          |                                       |                                       |                                       |                                       |  |  |  |  |  |  |  |  |  |  |  |  |  |  |  |  |  |  |  |  |  |  |  |  |  |  |  |  |  |  |  |  |  |  |  |  |  |  |  |  |  |  |  |  |  |  |  |  |
|                                               |                                               |                                               |                                               | Edward VIII van het Verenigd Koninkrijk (1894-1972) | Edward VIII van het Verenigd Koninkrijk (1894-1972) | Edward VIII van het Verenigd Koninkrijk (1894-1972) | Edward VIII van het Verenigd Koninkrijk (1894-1972) | Edward VIII van het Verenigd Koninkrijk (1894-1972) | Edward VIII van het Verenigd Koninkrijk (1894-1972) |                                                  |                                                  | George VI van het Verenigd Koninkrijk (1895-1952) | George VI van het Verenigd Koninkrijk (1895-1952) | George VI van het Verenigd Koninkrijk (1895-1952) | George VI van het Verenigd Koninkrijk (1895-1952) | George VI van het Verenigd Koninkrijk (1895-1952) | George VI van het Verenigd Koninkrijk (1895-1952) |                                          |                                          | Mary Windsor (1897-1965)             | Mary Windsor (1897-1965)             | Mary Windsor (1897-1965)             | Mary Windsor (1897-1965)             | Mary Windsor (1897-1965)             | Mary Windsor (1897-1965)             |  |  | Hendrik van Gloucester (1900-1974)    | Hendrik van Gloucester (1900-1974)    | Hendrik van Gloucester (1900-1974)    | Hendrik van Gloucester (1900-1974)    | Hendrik van Gloucester (1900-1974)    | Hendrik van Gloucester (1900-1974)    |                                           |                                           | George van Kent (1902-1942)               | George van Kent (1902-1942)               | George van Kent (1902-1942)               | George van Kent (1902-1942)               | George van Kent (1902-1942) | George van Kent (1902-1942) |                                 |                                 | John Windsor (1905-1919)                 | John Windsor (1905-1919)                 | John Windsor (1905-1919)                 | John Windsor (1905-1919)                 | John Windsor (1905-1919)                 | John Windsor (1905-1919)                 |                                       |                                       |                                       |                                       |  |  |  |  |  |  |  |  |  |  |  |  |  |  |  |  |  |  |  |  |  |  |  |  |  |  |  |  |  |  |  |  |  |  |  |  |  |  |  |  |  |  |  |  |  |  |  |  |